# Dolores, Angangueo
Dolores är en ort i Mexiko.   Den ligger i kommunen Angangueo och delstaten Michoacán de Ocampo, i den södra delen av landet, 120 km väster om huvudstaden Mexico City. Dolores ligger 2 821 meter över havet och antalet invånare är 302.
Terrängen runt Dolores är lite bergig, och sluttar västerut. Runt Dolores är det ganska tätbefolkat, med 222 invånare per kvadratkilometer. Närmaste större samhälle är Mineral de Angangueo, 2,4 km sydväst om Dolores. I omgivningarna runt Dolores växer i huvudsak blandskog.